# Список об'єктів Світової спадщини ЮНЕСКО в Нідерландах
У списку об'єктів Світової спадщини ЮНЕСКО в Нідерландах налічується 10 найменувань (станом на 2015 рік).
У цій таблиці об'єкти розташовані в порядку їх додавання до списку Світової спадщини ЮНЕСКО.
Кольорами у списку позначено:
| №  | Зображення | Назва | Розташування                                     | Час створення | Рік внесення до списку | №                                                  | Критерії    |
| -- | ---------- | --- | ------------------------------------------------ | ------------- | ---------------------- | -------------------------------------------------- | ----------- |
| 1  |            | Схокланд та околиці (нід. Schokland en omgeving)                                                                                     | колишня затока Зейдерзе                          |               | 1995                   | 739 [Архівовано 11 липня 2017 у Wayback Machine.]  | iii, v      |
| 2  |            | Система оборонних споруд Амстердама (нід. Stelling van Amsterdam)                                                                    | Амстердам                                        |               | 1996                   | 759 [Архівовано 6 серпня 2017 у Wayback Machine.]  | ii, iv, v   |
| 3  |            | Вітряки в районі Кіндердайк-Елсхаут (нід. Molens bij Kinderdijk-Elshout)                                                             | Південна Голландія                               | близько 1740  | 1997                   | 818 [Архівовано 11 липня 2017 у Wayback Machine.]  | i, ii, iv   |
| 4  |            | Внутрішнє місто і гавань Віллемстада (нід. Historisch gebied van Willemstad, binnenstad en haven)                                    | острів Кюрасао, Нідерландські Антильські острови | 1634          | 1997                   | 819 [Архівовано 24 грудня 2018 у Wayback Machine.] | ii, iv, v   |
| 5  |            | Парова насосна станція Вауда (нід. Ir. D.F. Woudagemaal)                                                                             | Фрисландія                                       | 1920          | 1998                   | 867 [Архівовано 29 червня 2009 у Wayback Machine.] | i, ii, iv   |
| 6  |            | Польдер Бемстер (нід. Doogmakerij de Beemster)                                                                                       | Північна Голландія                               | 1609—1612     | 1999                   | 899 [Архівовано 11 липня 2017 у Wayback Machine.]  | i, ii, iv   |
| 7  |            | Будинок Шредер (нід. Rietveld Schröderhuis)                                                                                          | Утрехт                                           | 1924          | 2000                   | 965 [Архівовано 11 липня 2017 у Wayback Machine.]  | i, ii       |
| 8  |            | Ваттове море (нід. Waddenzee) | спільно з Данією та Німеччиною                   |               | 2009 2011 2014         | 1314 [Архівовано 11 липня 2017 у Wayback Machine.] | viii, ix, x |
| 9  |            | Концентричні кола XVII століття в кварталі Сінгелграхт (нід. Zeventiende-eeuwse grachtengordel van Amsterdam binnen de Singelgracht) | Амстердам                                        | XVII століття | 2010                   | 1349 [Архівовано 6 грудня 2019 у Wayback Machine.] | i, ii, iv   |
| 10 |            | Фабрика Ван Неллє (нід. Van Nellefabriek)                                                                                            | Роттердам                                        | 1927—1929     | 2014                   | 1441 [Архівовано 11 липня 2017 у Wayback Machine.] | ii, iv      |
| 11 |            | Колонії доброзичливості (англ. Colonies of Benevolence) * Фредеріксорд-Вільгельмінаорд * Веенхуйзен                                  | Нідерланди (спільно з Бельгією )                 | XIX століття  | 2021                   | 1555                                               | ii, iv      |